# Докази (фільм)
«Докази» (англ. Evidence) — американський фільм 2013 року.

## Зміст
У автобусі, що прямував до Лас-Вегасу, скоєно жорстоке вбивство. На місці злочину — жодного вцілілого. Тільки кілька трупів і хаотичний набір мобільних телефонів, кишенькових відеокамер та інших пристроїв, що залишилися від потерпілих. Детектив, якому доручено розслідування, за допомогою збережених записів намагається відновити ланцюг загадкових подій, що призвели до трагедії.